# Pedro Calderón y Herze
Pedro Calderón y Herze (La Coruña, 1836-Madrid, 1891) fue un abogado y político español, diputado durante el reinado de Isabel II, el Sexenio Democrático y la Restauración, además de senador.

## Biografía
Nacido el 22 de marzo de 1836 en La Coruña, hijo de Saturnino Calderón Collantes y Petra Herze y Fondefila, estudió Derecho en la Universidad Central y se doctoró en Derecho administrativo.

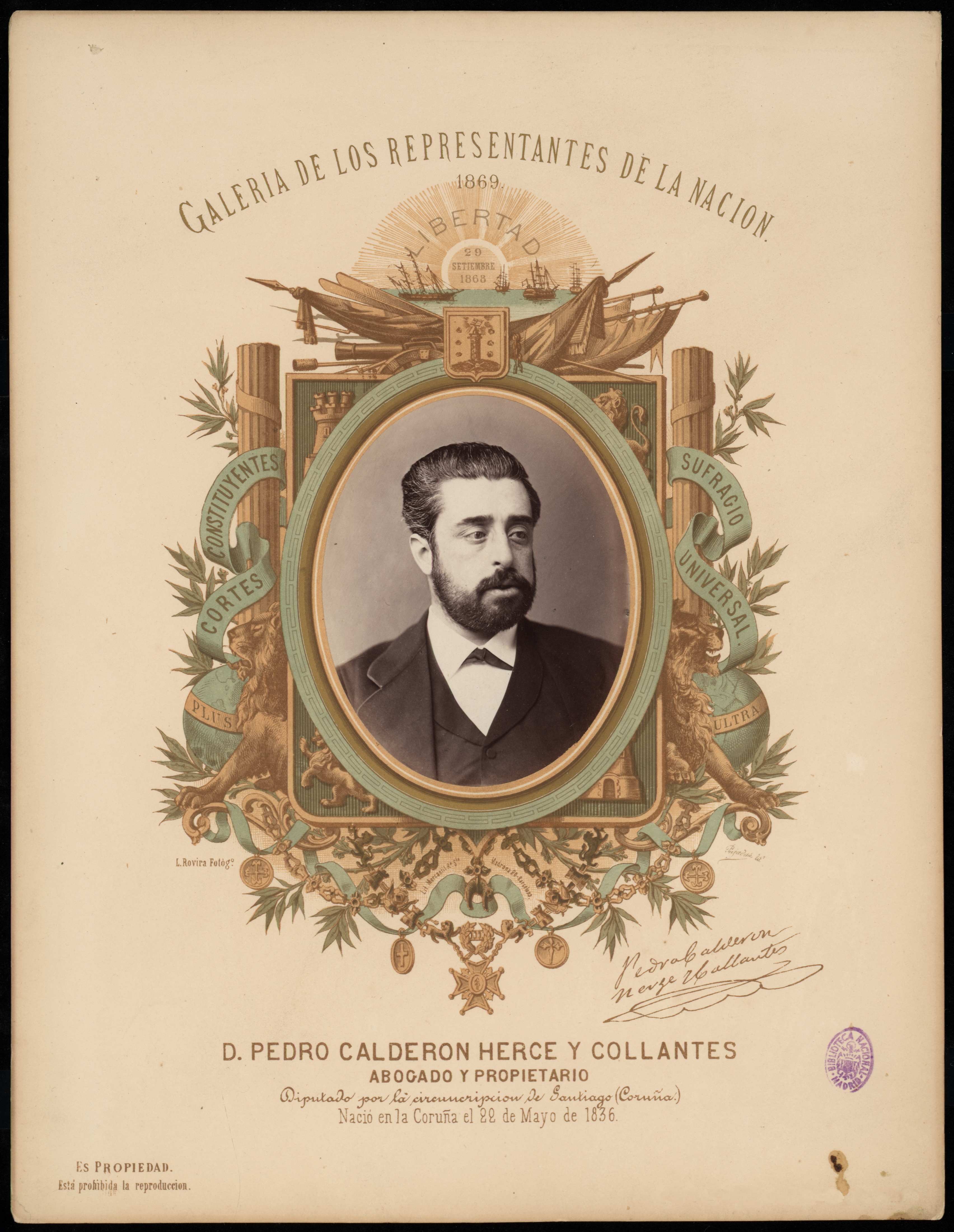
Retrato de Pedro Calderón Herce y Collantes (1869)

Obtuvo escaño de diputado en la década de 1860 por los distritos coruñeses de Órdenes y Santiago, en uno de ellos como reemplazo de su tío Fernando Calderón Collantes. Hacia mediados de aquella década era miembro de la Unión Liberal. Consiguió escaño otra vez en las Cortes constituyentes de 1869,además de en las elecciones de abril de 1872. Más adelante, ya durante la Restauración, volvió a ser diputado por Órdenes, en 1881, y fue nombrado senador del reino electo por las Sociedades Económicas de la circunscripción de León.
Fue miembro del Ilustre Colegio de Abogados de Madrid y  jefe de sección del Ministerio de Gracia y Justicia, además de miembro de mérito de las Sociedades Económicas de Santiago, León, Palencia y Béjar. Fue galardonado con una distinción de caballero de Orden de San Juan de Jerusalén y con la de comendador de la Orden de Cristo de Portugal. Falleció el 18 de febrero de 1891 en Madrid. Calderón y Herze, que habría sido sepultado en la sacramental de San Justo, fue amigo de Antonio Romero Ortiz.